# Ctenomys peruanus
Туко-туко перуанський (Ctenomys peruanus) — вид гризунів родини тукотукових.

## Поширення
Цей вид є ендемічним для Альтіплано Пуно на крайньому півдні Перу. Він був записаний між висотами 3800 і 4700 м над рівнем моря. Вид не є широко поширеним; живе окремими колоніями по кілька тварин у піщаній місцевості, де будує нори. Присутній у районах, що використовуються для випасу худоби.

## Загрози й охорона
Здається, що немає особливих загроз для цього виду. Проживає на території Заповідної зони Аймара-Лупака.